# Agroeca kastoni
Espèce
Agroeca kastoni est une espèce d'araignées aranéomorphes de la famille des Liocranidae.

## Distribution
Cette espèce est endémique de Géorgie aux États-Unis,.

## Description
Le mâle holotype mesure 4,80 mm.

## Étymologie
Cette espèce est nommée en l'honneur de Benjamin Julian Kaston.

## Publication originale
- Chamberlin & Ivie, 1944 : Spiders of the Georgia region of North America. Bulletin of the University of Utah, vol. 35, no 9, p. 1-267.